# 동물 해방
《동물 해방》(Animal Liberation)은 오스트레일리아 출신의 철학자 피터 싱어(Peter Singer)의 대표적인 저서로, 1975년에 발표했다. 동물 해방 운동가 사이에서는 이 책이 그 사상의 기반이 되는 철학적 선언으로 널리 읽힌다. 싱어 자신은 인간과 인간 여타의 다른 동물에게 있어서 권리라는 이론적인 틀을 사용하길 거부한다. 그는 동물 역시 고통을 느낄 수 있기 때문에 동물들의 이익관심(interests) 역시 고려되어야 하며, 이 때 권리라는 개념은 필요하지 않다고 주장한다. 그는 책에서 "종 차별"(speciesism)이란 용어를 도입하고 대중화하는데, 리처드 라이더(Richard D. Ryder)가 처음 만들어낸 이 말은 동물을 착취하듯 대우하는 인간 우월 주의를 나타낸다.
평소 윤리적인 대우를 인간 외의 여타의 다른 생물체에게도 동등하게 적용하길 주장해왔던 싱어 교수의 사상이 잘 드러나 있는 책이다. 초판 발행 이후에 몇 번의 재판이 발행되었다. 동물권보호 단체인 PETA(People for the Ethical Treatment of Animals)는 이 책이 출간된 이래로 큰 후원과 지지를 해왔다.

## 논거
이 책의 주요 논점은 '최대 다수의 최대 행복'만이 선(善)이나 도덕적 행동의 측정수단이라는 공리주의의 확대 적용이다. 피터는 이를 다른 동물에게도 적용하지 않을 이유가 없다고 주장한다.
비록 싱어는 이익관심에 따른 공리주의와는 따로 떨어진 도덕적 이상으로서의 권리를 거부하지만, 공리주의 원칙에서, 개중 특히 최소 고통의 원칙에서 이끌어낸 개념으로서의 권리는 받아들인다. 또 싱어는 책에서 "명백히 동물과 인간 사이에는 중요한 차이가 있고, 이 차이점이 각자의 가지는 권리에도 틀림없이 차이를 낳는다"고 써 과연 동물권이 인권과 똑같진 않음을 인정한다. 한편 토마스 테일러는 여권신장론자인 메리 울스턴크래프트를 비판하면서 만약 여성도 권리가 있다는 그녀의 주장이 옳다면 "짐승"도 권리가 있어야겠느냐고 말한 바 있는데, 싱어는 바로 그 말을 언급하면서 이 책의 첫단추를 꿴다. 테일러야 귀류법으로 그녀의 관점을 반박한 것이겠지만, 싱어는 그 말을 중요한 논리적 암시로 보았다.
《동물 해방》에서 싱어는 그가 종 차별(특정 종에 소속됨을 근거로 한 차별과 착취)이라고 부르는 것에 대항해 논리를 펼친다. 그는 고통을 느낄 수 있는 모든 존재의 이익관심은 동등한 고려 가치가 있으며, 이들을 종에 근거하여 하찮은 미물로 취급하는 것은 인간을 피부색에 따라 차별하는 것보다 더 낫지 못하다고 주장한다. 그는 지성이 아니라 고통을 느낄 수 있는 능력 때문에 동물이 존중받아야 한다고 말한다.

## 참고 문헌
- 김동훈, 동물법 이야기, 펫러브, 2013. ISBN 9788996527121
- 제레미 리프킨, 육식의 종말, 시공사, 2002. ISBN 9788952717573

## 같이 보기
- 동물권
- 동물법